# Meglitinida

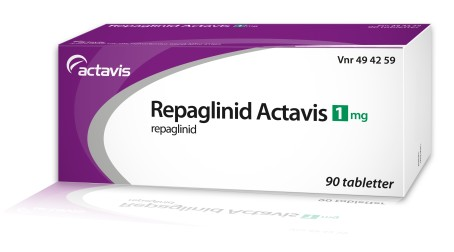
Repaglinida (actavis).

Meglitinidas são um grupo de medicamentos hipoglicemiantes oral (antidiabéticos) indicados no tratamento da diabetes mellitus tipo 2. É um secretagogo como as sulfonilureias, pois estimulam as células beta do pâncreas a liberar insulina. Devem ser tomados 15 a 30 minutos antes das refeições.

## Mecanismo de ação
Atuam através do encerramento de canais de potássio ATP-dependente. A despolarização da célula estimula o aumento de cálcio intracelular, e isto conduz a um aumento na translocação e fusão de canais de insulina à membrana celular aumentando a secreção do peptídeo-C pro-insulina.

## Efeitos colaterais
Causa menos efeitos gastrointestinais que a metformina, mas causa ganho de peso (39%), rinite/sinusite/faringite (16%), mais episódios de hipoglicemia(16%) e dor de cabeça (11%). Podem ser usados quando a metformina for contra-indicada. 
Categoria C na gravidez

## Fármacos desse grupo
- Repaglinida (Prandin, Actavis)
- Nateglinida (Starlix)
- Mitiglinida (Glufast).